# Yūto Nagatomo
Yūto Nagatomo (長友 佑都 Nagatomo Yūto?, Tōyo (actualmente Saijō), Ehime, 12 de septiembre de 1986) es un futbolista japonés que juega como defensa en el F. C. Tokyo de la J1 League.

## Trayectoria

### Japón
En 2007 empezó a jugar en el FC Tokyo. También participó como defensa con el dorsal número 5 en la Copa Mundial de la FIFA Sudáfrica de 2010 en la que tuvo una muy buena participación y buenos partidos contra Dinamarca y Camerún, teniendo como resultados 3-1 y 1-0 respectivamente. Su selección quedó segunda por la derrota contra Países Bajos 0-1. Su selección fue eliminada por Paraguay en los octavos de final, en los que empataron 0-0 y perdieron en penales 3-5.

### Italia
En 2010, el recién ascendido A. C. Cesena, de la Serie A de Italia, oficializó la contratación del internacional nipón, de cara a la próxima campaña. Jugó en calidad de cedido este curso procedente del que hasta ahora era su club, el FC Tokyo.
El A. C. Cesena, consciente de que el japonés pudiera dar un buen rendimiento, se guardó una opción de compra tras esta campaña de cesión. Nagatomo, considerado una de las grandes atracciones del fútbol de Japón, firmó un contrato con el A. C. Cesena.
En 2011 firmó con el Inter de Milán que había llegado a un acuerdo con el A. C. Cesena para cerrar el fichaje del internacional japonés que usará el dorsal 55.
El 6 de marzo de 2011 marcó su primer gol con el Inter al Génova C. F. C. haciendo el último gol de su equipo con resultado 5-2 al final.
"Se le considera el lateral asiático más importante de la historia. Un japonés que, diría el chauvinismo argentino, parece nacido en Barracas: juega por abajo, gambetea y tira paredes. Es derecho, pero suele ocupar la izquierda. Campeón de Japón en 2009, saltó al fútbol italiano y sorprendió con la camiseta 55 del Inter. Le tocó una era escasa en títulos (una Copa Italia entre 2011 y 2016), pero es querido por los tifosi. Formó parte del histórico arribo japonés a octavos de final en Sudáfrica 2010 y suma más de 90 partidos en su selección".

## Selección nacional
Ha participado con los Samuráis Azules en la Copa Mundial de Fútbol de 2010, realizada en Sudáfrica, donde la selección nipona llegó por segunda vez en su historia a los octavos de final, cayendo frente a Paraguay en una definición por penales. También ha sido internacional con su selección en la Copa Asiática 2011 en la que en la final frente a Australia, dio la asistencia a Tadanari Lee para que marcara el único gol del partido, logrando su primer título internacional.
El 12 de mayo de 2014 fue incluido por el entrenador Alberto Zaccheroni en la lista final de 23 jugadores que representaron a Japón en la Copa Mundial de Fútbol de 2014 en Brasil.
El 31 de mayo de 2018 el seleccionador Akira Nishino lo incluyó en la lista de 23 para el Mundial de Rusia 2018.

### Participaciones en Copas del Mundo
| Mundial           | Sede      | Resultado        | Partidos | Goles |
| ----------------- | --------- | ---------------- | -------- | ----- |
| Copa Mundial 2010 | Sudáfrica | Octavos de final | 4        | 0     |
| Copa Mundial 2014 | Brasil    | Fase de grupos   | 3        | 0     |
| Copa Mundial 2018 | Rusia     | Octavos de final | 4        | 0     |
| Copa Mundial 2022 | Catar     | Octavos de final | 4        | 0     |

### Participaciones en Copa FIFA Confederaciones
| Torneo                    | Sede   | Resultado      | Partidos | Goles |
| ------------------------- | ------ | -------------- | -------- | ----- |
| Copa Confederaciones 2013 | Brasil | Fase de grupos | 3        | 0     |

### Participaciones en Copa Asiática
| Torneo             | Sede      | Resultado        | Partidos | Goles |
| ------------------ | --------- | ---------------- | -------- | ----- |
| Copa Asiática 2011 | Catar     | Campeón          | 6        | 0     |
| Copa Asiática 2015 | Australia | Cuartos de final | 4        | 0     |
| Copa Asiática 2019 | EAU       | Subcampeón       | 6        | 0     |

## Estadísticas

### Clubes
| Club | Div.          | Temporada     | Liga  | Liga  | Copas nacionales(1) | Copas nacionales(1) | Copas internacionales(2) | Copas internacionales(2) | Total | Total |
| Club | Div.          | Temporada     | Part. | Goles | Part.               | Goles               | Part.                    | Goles                    | Part. | Goles |
| --- | ------------- | ------------- | ----- | ----- | ------------------- | ------------------- | ------------------------ | ------------------------ | ----- | ----- |
| F. C. Tokyo Japón | 1.ª           | 2007          | 0     | 0     | 1                   | 0                   | —                        | —                        | 1     | 0     |
| F. C. Tokyo Japón | 1.ª           | 2008          | 29    | 3     | 6                   | 0                   | —                        | —                        | 35    | 3     |
| F. C. Tokyo Japón | 1.ª           | 2009          | 31    | 1     | 5                   | 1                   | —                        | —                        | 36    | 2     |
| F. C. Tokyo Japón | 1.ª           | 2010          | 12    | 1     | 1                   | 0                   | —                        | —                        | 13    | 1     |
| A. C. Cesena · Italia | 1.ª           | 2010-11       | 16    | 0     | —                   | —                   | —                        | —                        | 16    | 0     |
| A. C. Cesena · Italia | Total club    | Total club    | 16    | 0     | 0                   | 0                   | 0                        | 0                        | 16    | 0     |
| Inter de Milán · Italia | 1.ª           | 2010-11       | 13    | 2     | 3                   | 0                   | 3                        | 0                        | 19    | 2     |
| Inter de Milán · Italia | 1.ª           | 2011-12       | 35    | 2     | 1                   | 0                   | 7                        | 0                        | 43    | 2     |
| Inter de Milán · Italia | 1.ª           | 2012-13       | 25    | 0     | 2                   | 0                   | 8                        | 2                        | 35    | 2     |
| Inter de Milán · Italia | 1.ª           | 2013-14       | 34    | 5     | 2                   | 0                   | —                        | —                        | 36    | 5     |
| Inter de Milán · Italia | 1.ª           | 2014-15       | 14    | 0     | 1                   | 0                   | 3                        | 0                        | 18    | 0     |
| Inter de Milán · Italia | 1.ª           | 2015-16       | 22    | 0     | 4                   | 0                   | —                        | —                        | 26    | 0     |
| Inter de Milán · Italia | 1.ª           | 2016-17       | 16    | 0     | 0                   | 0                   | 4                        | 0                        | 20    | 0     |
| Inter de Milán · Italia | 1.ª           | 2017-18       | 11    | 0     | 2                   | 0                   | —                        | —                        | 13    | 0     |
| Inter de Milán · Italia | Total club    | Total club    | 170   | 9     | 15                  | 0                   | 25                       | 2                        | 210   | 11    |
| Galatasaray S. K. Turquía | 1.ª           | 2017-18       | 15    | 0     | 1                   | 0                   | —                        | —                        | 16    | 0     |
| Galatasaray S. K. Turquía | 1.ª           | 2018-19       | 17    | 1     | 1                   | 0                   | 7                        | 0                        | 25    | 1     |
| Galatasaray S. K. Turquía | 1.ª           | 2019-20       | 15    | 1     | 3                   | 1                   | 6                        | 0                        | 24    | 2     |
| Galatasaray S. K. Turquía | Total club    | Total club    | 47    | 2     | 5                   | 1                   | 13                       | 0                        | 65    | 3     |
| Olympique de Marsella Francia | 1.ª           | 2020-21       | 25    | 0     | 2                   | 0                   | 2                        | 0                        | 29    | 0     |
| Olympique de Marsella Francia | Total club    | Total club    | 25    | 0     | 2                   | 0                   | 2                        | 0                        | 29    | 0     |
| F. C. Tokyo Japón | 1.ª           | 2021          | 10    | 0     | 0                   | 0                   | —                        | —                        | 10    | 0     |
| F. C. Tokyo Japón | 1.ª           | 2022          | 30    | 0     | 1                   | 0                   | —                        | —                        | 31    | 0     |
| F. C. Tokyo Japón | 1.ª           | 2023          | 29    | 0     | 8                   | 0                   | —                        | —                        | 37    | 0     |
| F. C. Tokyo Japón | 1.ª           | 2024          | 29    | 2     | 1                   | 0                   | —                        | —                        | 30    | 2     |
| F. C. Tokyo Japón | 1.ª           | 2025          | 14    | 0     | 3                   | 0                   | —                        | —                        | 17    | 0     |
| F. C. Tokyo Japón | Total club    | Total club    | 184   | 7     | 26                  | 1                   | 0                        | 0                        | 210   | 8     |
| Total carrera | Total carrera | Total carrera | 442   | 18    | 48                  | 2                   | 40                       | 2                        | 530   | 22    |
| (1) Incluye datos de la Copa J. League, Copa del Emperador, Copa Italia, Copa de Turquía y Supercopa de Turquía. (2) Incluye datos de Liga de Campeones de la UEFA y Liga Europa de la UEFA. (3) No incluye goles en partidos amistosos. |               |               |       |       |                     |                     |                          |                          |       |       |

### Resumen estadístico
| Competición           | Partidos | Goles | Promedio |
| --------------------- | -------- | ----- | -------- |
| J1 League             | 72       | 5     | 0,07     |
| Superliga             | 16       | 0     | 0,0      |
| Serie A               | 186      | 9     | 0,05     |
| Copas nacionales      | 29       | 1     | 0,04     |
| Copas internacionales | 25       | 2     | 0,06     |
| Selección de Japón    | 110      | 3     | 0,03     |
| Total                 | 437      | 20    | 0,05     |

## Palmarés

### Títulos nacionales
| Título               | Club              | País    | Año  |
| -------------------- | ----------------- | ------- | ---- |
| Copa J. League       | F. C. Tokyo       | Japón   | 2009 |
| Copa de Italia       | Inter de Milán    | Italia  | 2011 |
| Superliga de Turquía | Galatasaray S. K. | Turquía | 2018 |
| Copa de Turquía      | Galatasaray S. K. | Turquía | 2019 |
| Superliga de Turquía | Galatasaray S. K. | Turquía | 2019 |
| Supercopa de Turquía | Galatasaray S. K. | Turquía | 2019 |

### Títulos internacionales
| Título                                | Club (*)           | País          | Año  |
| ------------------------------------- | ------------------ | ------------- | ---- |
| Copa Asiática                         | Selección japonesa | Catar         | 2011 |
| Campeonato de Fútbol de Asia Oriental | Selección japonesa | Corea del Sur | 2025 |

(*) Incluyendo la selección.